# Harvard–Yale Regatta
Harvard–Yale Regatta är en årlig roddtävling i USA mellan Yaleuniversitet och Harvarduniversitetet. Tävlingen hade premiär 1852, och har varit årlig sedan 1859, utom de gånger som USA deltagit i större krig. Ursprungligen höll man till ute på Winnipesaukeesjön i New Hampshire, men numera är det på Themsen vid New London, Connecticut som man ror.

### Fotnoter
1. ↑  ”Yale beats Harvard by 17 seconds in 150th regatta” (på engelska). Washington Times. 7 juni 2015. http://www.washingtontimes.com/news/2015/jun/7/yale-beats-harvard-by-17-seconds-in-150th-regatta/. Läst 9 november 2015.